# EXILE PRIDE 〜こんな世界を愛するため〜
「EXILE PRIDE 〜こんな世界を愛するため〜」（エグザイル プライド こんなせかいをあいするため）は、EXILEの41枚目のシングル。2013年4月3日にrhythm zoneから発売。

## 概要
前作「BOW & ARROWS」から9か月ぶりのシングルで、2013年第1弾シングルとしてリリースされた。表題曲は、ドームツアー「EXILE LIVE TOUR 2013 "EXILE PRIDE"」のテーマソングとなっている。シングルのリリース形態は「CD+DVD」「CDのみ」の2形態のほか、同ツアーのプレミアムパッケージチケット（EXILEのファンクラブである「EX FAMILY」で入手可能なチケット）に付属しているCDを合わせて3形態存在する。それぞれの初回盤はスリーブケース仕様で、EXILE PRIDEロゴステッカーが封入。
発売日、リーダーのHIROが年内をもってパフォーマーを引退することを発表。

## チャート成績
「EXILE PRIDE 〜こんな世界を愛するため〜」のシングルCDは、発売前日（集計初日）の2013年4月2日付オリコンデイリーシングルチャートで推定売上枚数約54.1万枚を記録し、初登場で1位となった。
同年4月15日付オリコン週間シングルチャートで1位に初登場した。EXILEのシングルの1位獲得は2作ぶり・通算13作目となった。初動売上は約56.5万枚となり、EXILEのシングルの初動売上を7年4か月ぶりに最高記録を更新し（それまでの最高記録は「ただ…逢いたくて」の約25.4万枚）、初動売上だけでシングル最高売上記録を更新した（それまでのシングル最高売上は「ただ…逢いたくて」の約56.2万枚）。
さらに、今作は7月15日付のオリコン週間シングルチャートで 前週の178位から一気に2位に急上昇し、売上は約15.7万枚を記録。その後もセールスを増やし、9月11日のデイリーチャートで圏外から2位に、翌日（12日）では 15,993枚売り上げて再びデイリーチャート1位を獲得。
その後、9月30日付の週間シングルチャートで24週ぶり・通算2週目となる1位を獲得した。週間シングルチャートにおける1位返り咲きは、2007年1月15日付におけるMr.Childrenの「しるし」以来約6年8か月ぶりとなった。また、返り咲き首位のインターバル記録は、2004年1月12日付でSMAPの「世界に一つだけの花（シングル・ヴァージョン）」が記録した39週ぶりの返り咲きに続く歴代2位の記録となった。このチャートアクションの背景としては、ライブ会場での複数種販売が挙げられている。
本シングルがこの週に記録した売上枚数は約11.2万枚であり、この週までの累積売上は約91.6万枚となった。
11月18日付のオリコン週間シングルチャートで、累計売上が100万枚を突破。2001年9月のデビュー以来、グループ初のシングルにおけるミリオン達成を成し遂げた。AKB48等の女性アーティスト以外及び男性アーティストのミリオン達成は秋川雅史の「千の風になって」以来、6年ぶり。
2013年12月30日、第55回日本レコード大賞を受賞。日本レコード大賞史上初となる4回の受賞を達成。

## 収録曲

### CD
1. EXILE PRIDE 〜こんな世界を愛するため〜
作詞：ATSUSHI / 作曲：Sean “PHEKOO” Phekoo / 編曲：POCHI
  - 久光製薬「エアーサロンパス」CMソング
  - 富士通「ドコモ スマートフォン ARROWS NX F-06E」CMソング
  - トヨタ自動車「TOYOTA HYBRID DRIVE to 2020」CMソング
2. EXILE PRIDE 〜こんな世界を愛するため〜(Instrumental)

### DVD
※CD+DVDのみ
1. EXILE PRIDE 〜こんな世界を愛するため〜 (Document Version) (Video Clip)

## スペシャル・エディション
「EXILE PRIDE 〜こんな世界を愛するため〜 スペシャル・エディション」（エグザイル プライド こんなせかいをあいするため スペシャル・エディション）は、EXILEの通算41作目のシングルのリパッケージ盤。2013年10月23日にrhythm zoneから発売。

### 概要
本作は、2013年4月3日に発売されたシングル「EXILE PRIDE 〜こんな世界を愛するため〜」の収録内容を、一部変更・追加したものである。
リリース形態は「CD+DVD」のみ（ライブ会場限定で全14種のMUSIC CARDの販売もあった）。初回盤は特大デジパック&20Pスペシャルブックレット仕様となっている。EXILEのシングルCDのパッケージにデジパックが採用されるのは今回が初めて。
DVDには、「EXILE PRIDE 〜こんな世界を愛するため〜 (Video Clip)」が収録されているが、4月3日発売のシングルに収録されている「Document Version」のVideo Clipとは異なるものになっている。「PERFORMER'S PRIDE」のVideo Clipは、パフォーマー10人がEXILEとして初めてニューヨークに上陸し、EXILEのルーツとなる場所で撮影された。
HIROが参加するシングルとしては、今作が最後となる。
本作が発売された2013年10月23日、エイベックス発表による「EXILE PRIDE 〜こんな世界を愛するため〜」のシングル出荷枚数が通常盤とスペシャル・エディションを合わせて103万4170枚となり、EXILEのシングルとしては初めて出荷枚数100万枚を突破した。

### 収録曲

#### CD
1. EXILE PRIDE 〜こんな世界を愛するため〜
作詞：ATSUSHI / 作曲：Sean “PHEKOO” Phekoo / 編曲：POCHI
2. PERFORMER'S PRIDE (inst.)
作曲・プロデュース：T.Kura
3. EXILE PRIDE 〜こんな世界を愛するため〜 (Instrumental)

#### DVD
1. EXILE PRIDE 〜こんな世界を愛するため〜 (Video Clip)
2. PERFORMERS PRIDE (Video Clip)